# Belgisch trekpaard
Het Belgisch trekpaard, Brabants trekpaard of Brabander is een koudbloed paardenras afkomstig uit België.

## Geschiedenis
Tijdens de Romeinse bezetting van het gebied dat nu België is, werd het Belgisch trekpaard al genoemd. Van de elfde tot de zestiende eeuw werd het trekpaard gebruikt als oorlogspaard in Brabant. Daarna werd het Belgisch trekpaard gebruikt om zware werktuigen te trekken op het platteland, in de mijnbouw, de bosbouw en in de haven. Ook trokken ze (post)koetsen, de paardentram en schepen.

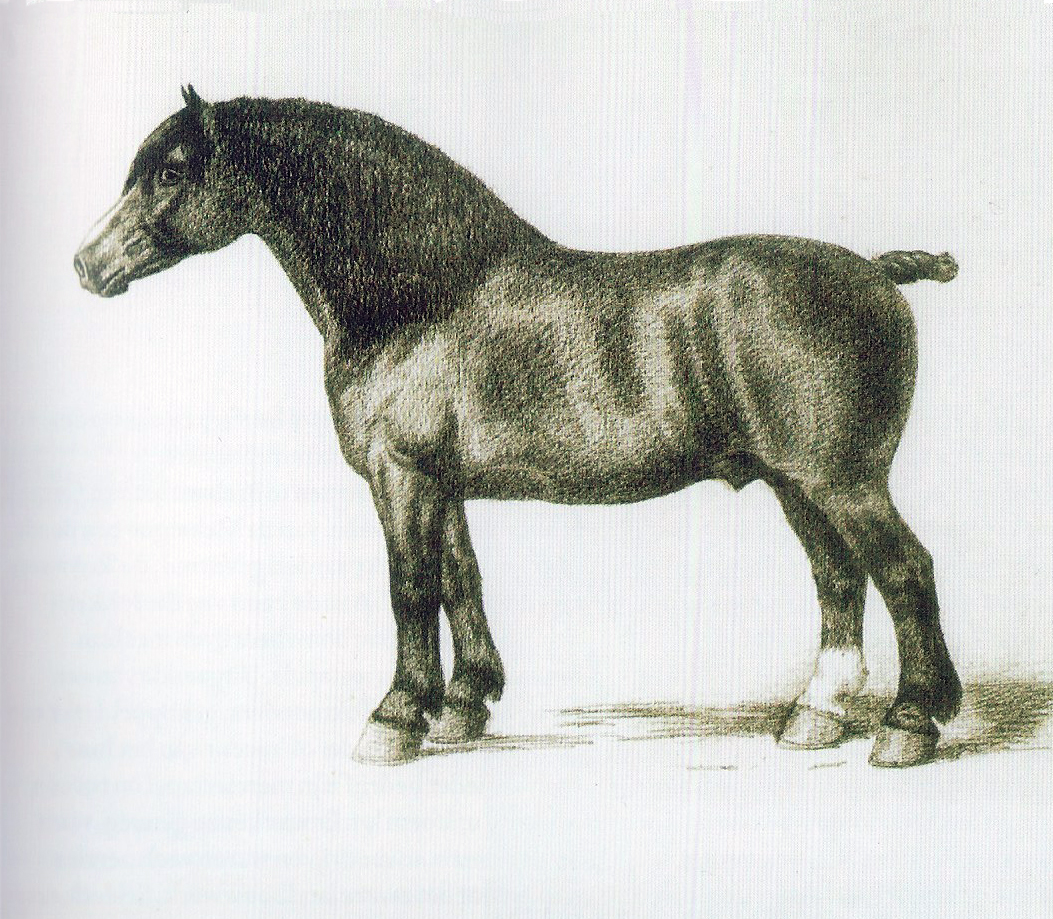
De hengst Orange I wordt beschouwd als de stamvader van het Belgische Trekpaard. Hij werd genoemd naar zijn eigenaar Auguste Oreins.

In 1886 werd het stamboek van de "Sociëteit van het Belgisch Trekpaard" opgericht. Alle huidige trekpaarden stammen af van de bruine hengst Orange I. In 1910 werden ongeveer 35.000 Belgische trekpaarden geëxporteerd vanuit België naar de Verenigde Staten, Canada, Rusland, Zweden, Duitsland, Frankrijk, Groot-Brittannië, Nederland en Italië om de daar aanwezige paarden te verbeteren, zoals de Shire in Groot-Brittannië.
Na de Eerste Wereldoorlog was er een groot tekort aan paarden, omdat de Duitsers de paarden hadden opgeëist voor het front.
Door de landbouwmechanisatie na de Tweede Wereldoorlog werd het trekpaard langzaamaan overbodig. In 1950 waren er nog ongeveer 200.000 trekpaarden in België. In 1980 waren er nog maar 6000 Belgische trekpaarden over. Een aantal fokkers ging zich inzetten om dit paardenras te behouden. In 2004 waren er ongeveer 12.000 Belgische trekpaarden. Ze worden tegenwoordig gebruikt om te mennen of te fokken.
Veel van de paardenfokkerijen waren en zijn te vinden in het Pajottenland. In het centrum van Vollezele (Galmaarden) bevindt zich het Museum van het Belgisch Trekpaard en in de Pajotse dorpen Vollezele en Sint-Kwintens-Lennik (Lennik) staan standbeelden van Belgische trekpaarden.
Het Belgisch trekpaard, en de cultuur die hier mee verband houdt, is erkend als immaterieel cultureel erfgoed.

## Uiterlijk
Het Belgisch trekpaard heeft een schofthoogte van ongeveer 1,70 m. Het paard heeft een krachtige en gedrongen lichaamsbouw met een vrij klein hoofd en een korte, zware nek met een dubbele manenkam. De achterhand is goed ontwikkeld. De benen zijn kort en sterk met grote hoeven en zwaar 'behang' (beharing aan de kootgewrichten).
Het was gebruikelijk de staart van trekpaarden te couperen. Deze gewoonte is ontstaan omdat boeren vroeger op de akkers vaak vlak achter het paard naast de ploeg liepen en niet wilden dat het paard de leidsels met de staart vast tegen hun billen zouden klemmen en zo verdere besturing onmogelijk zouden maken. Sinds 2001 is deze praktijk zowel in Nederland als in België bij wet verboden. Wel worden bij keuringen nog steeds de manen ingevlochten.
Het Belgisch trekpaard komt voor in de vachtkleuren bruin, zwart, vos en schimmel. Het meest voorkomend is echter de kleurslag roan zoals bruinroan, zwartroan of vosroan.

## Gebruik
Het Belgisch Trekpaard wordt vandaag de dag nog steeds gebruikt als werkpaard. Aan de Belgische kust gebruiken garnalen- en krabbenvissers deze paarden in de paardenvisserij. Daarnaast wordt het ras veel gebruikt in de mensport, en voor het trekken van huifkarren en andere wagens. Het paard wordt ook wel gebruikt als rijpaard, maar is als koudbloedras minder sierlijk en lenig dan de warmbloedrassen.

## Verwante rassen
Het Nederlandse Trekpaard is rond de Eerste Wereldoorlog ingekruist met het zwaardere Belgisch Trekpaard. Het Nederlandse ras is in het Nederlandse Zeeuws-Vlaanderen vanouds geliefd als werkpaard en, sinds de tweede helft van de 20e eeuw, als hobbypaard. In grote delen van Zeeland worden deze vooral gebruikt voor het ringrijden, een folkloristische sport.
De andere Belgische trekpaardenrassen, de Ardenner, het Vlaamse Paard en de Trait du Nord, tonen ook veel gelijkenissen en historische verwantschap met het Belgisch Trekpaard.

Vaak wordt door Engelstaligen het Vlaamse Paard (Belgian Horse of Flemish Horse) verward met het Belgisch Trekpaard (Belgian Draught). Het Vlaamse Paard is erg populair bij de behoudsgezinde Amish, een strikt conservatieve gemeenschap in de Verenigde Staten. Deze Amish-paarden hebben ervoor gezorgd dat het Vlaamse Paardenras behouden kon blijven toen deze in België met uitsterven werd bedreigd.

## Afbeeldingen

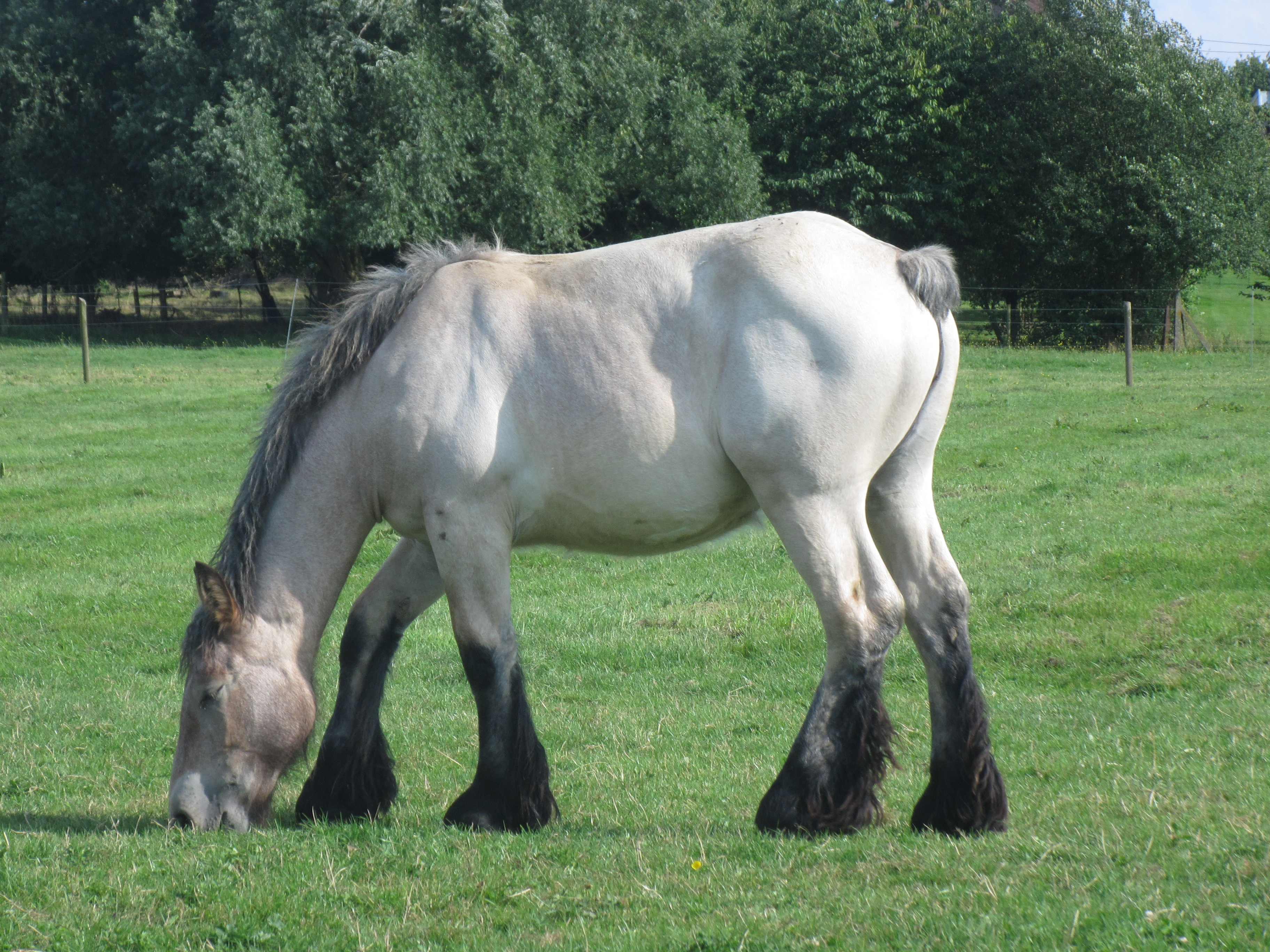
Grazend
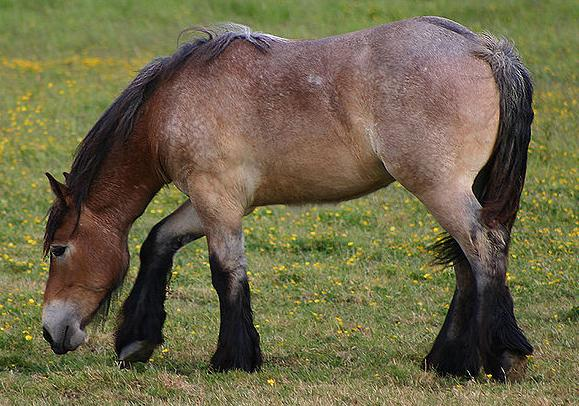
Grazend
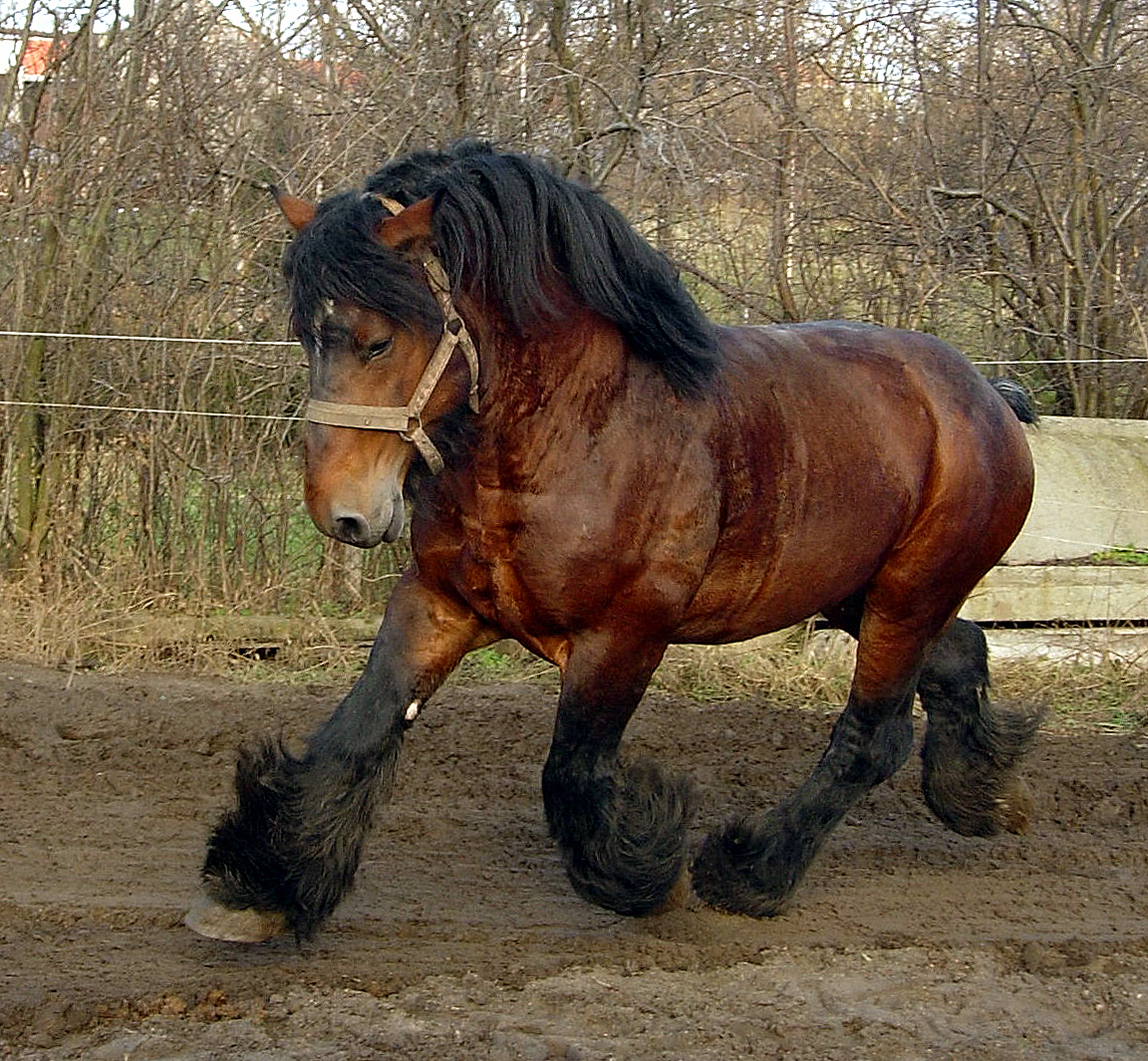
Dravend
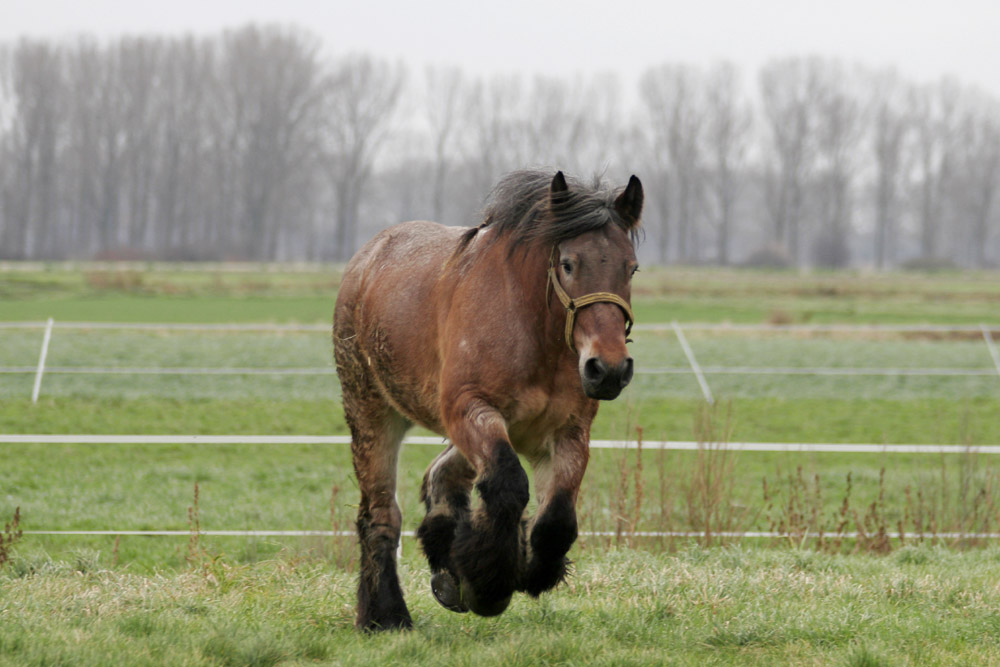
Galopperend
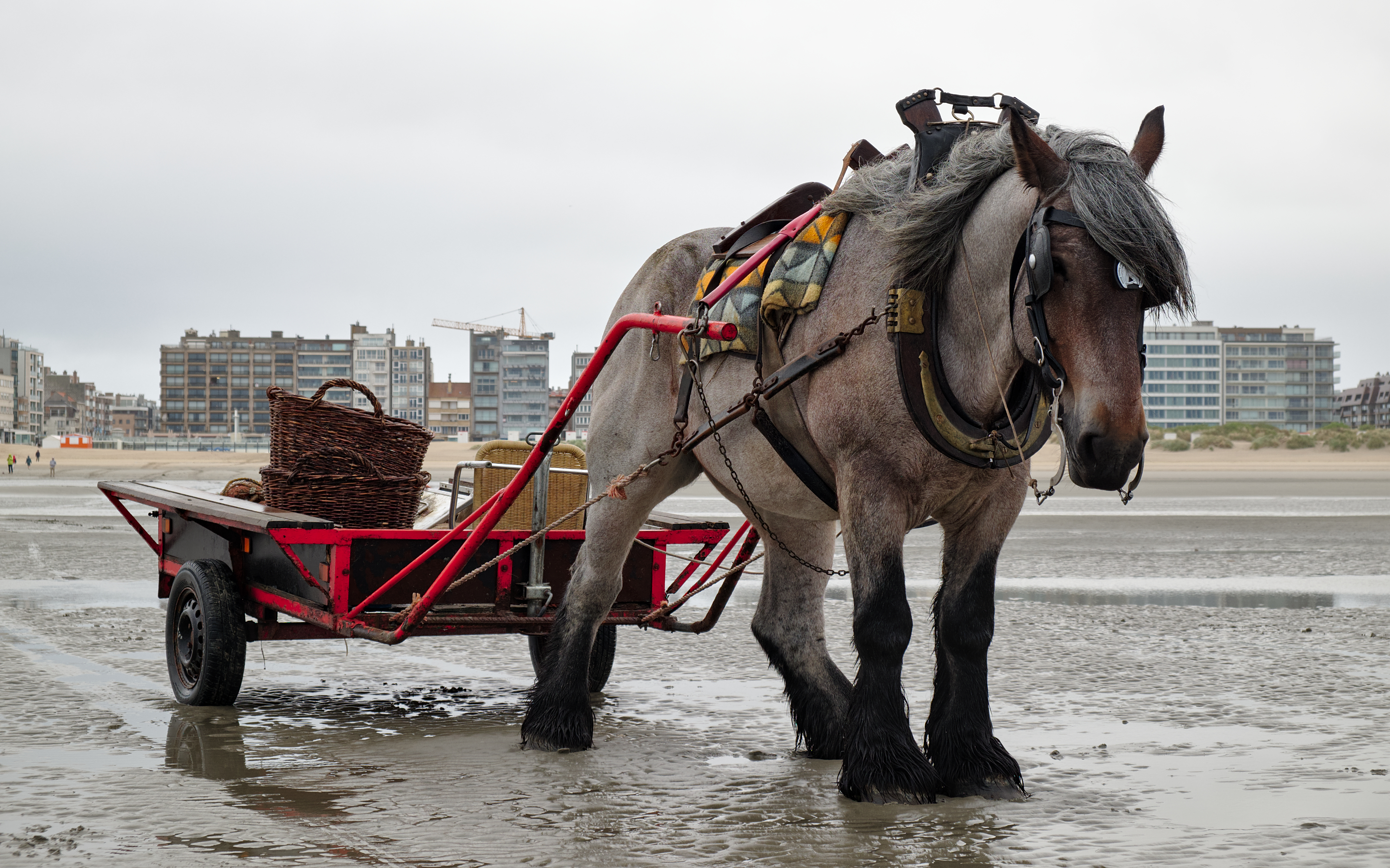
Paardenvisserij in Oostduinkerke
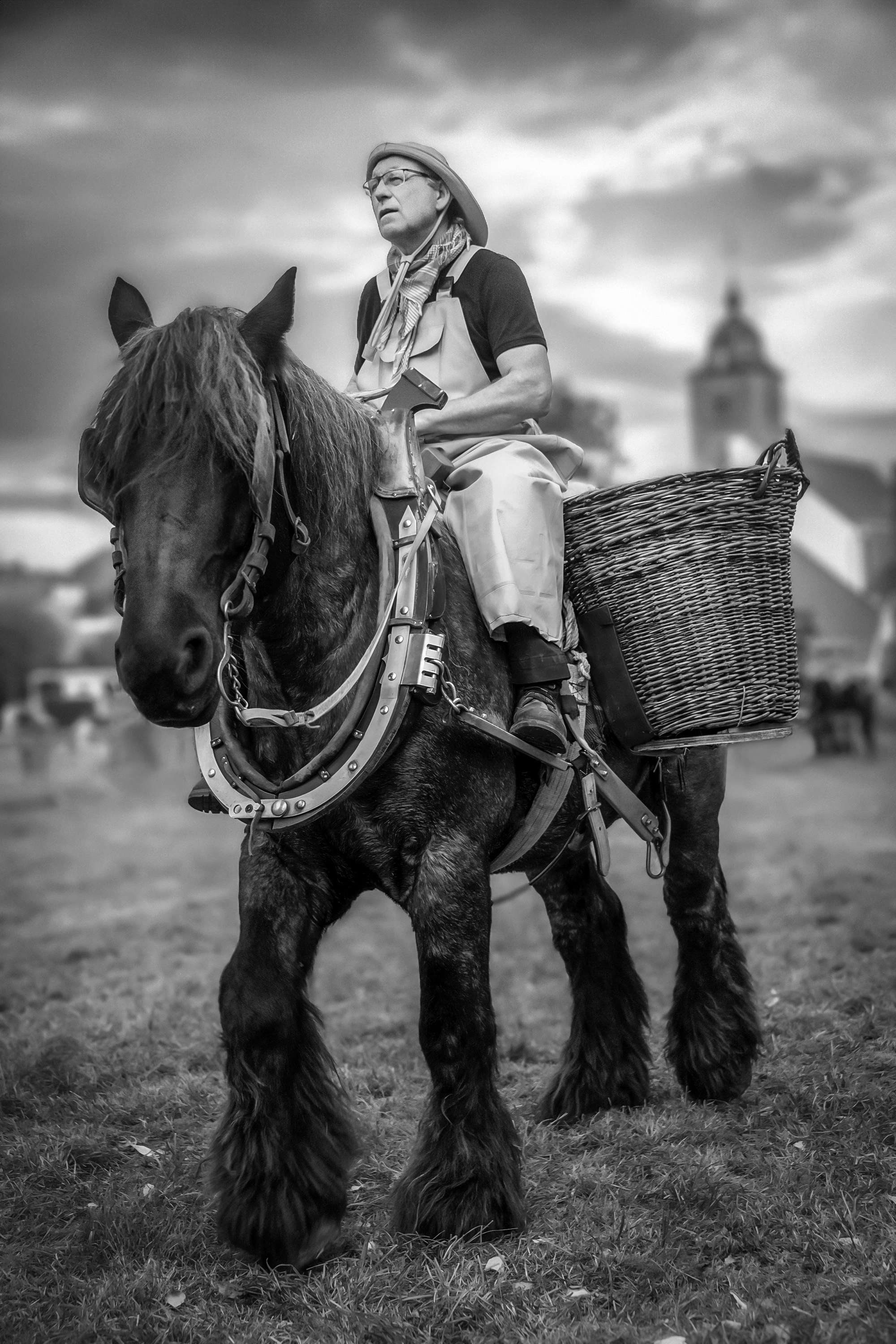
Garnaalvisser in Oostduinkerke
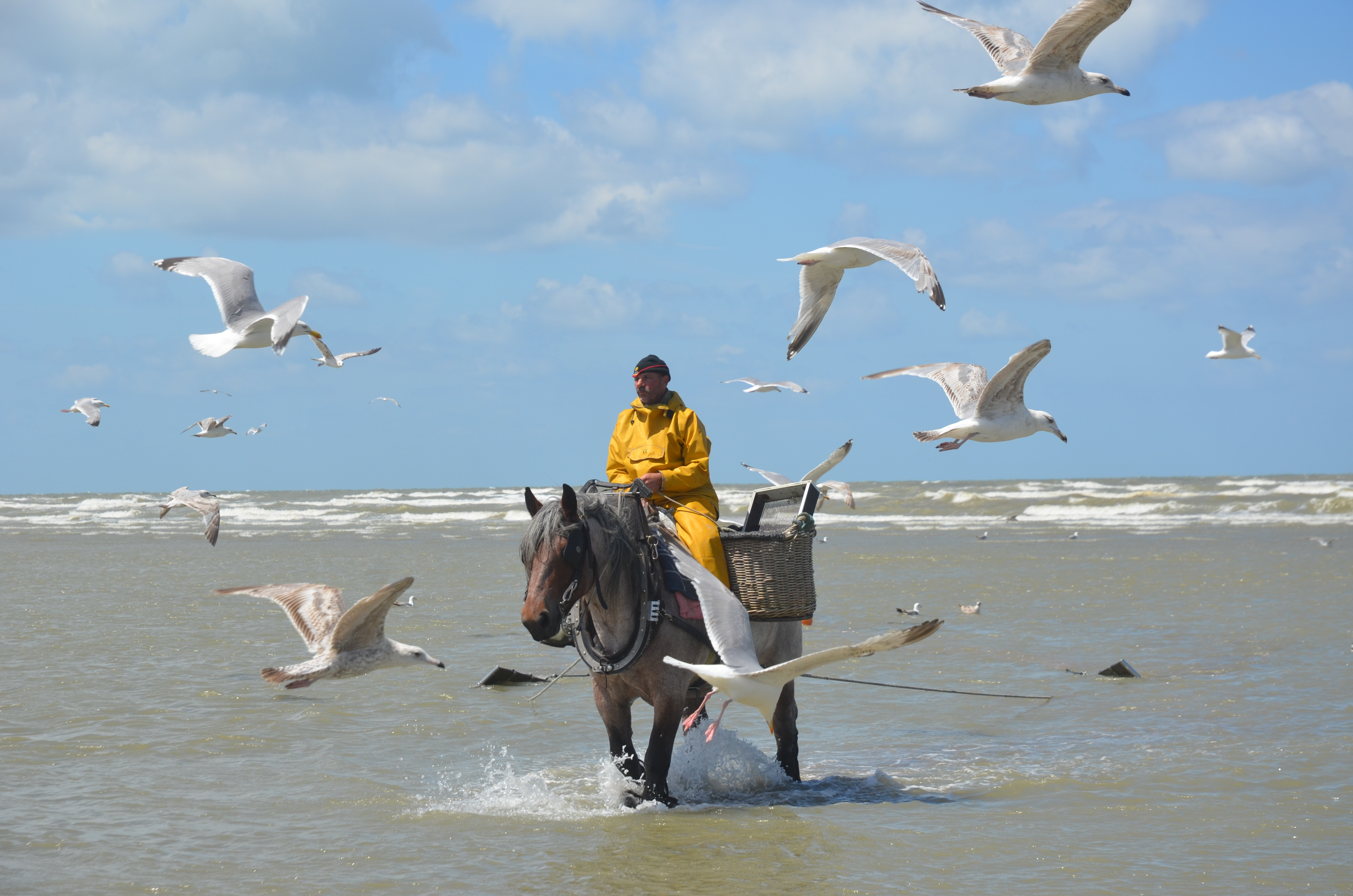
Garnaalvisser te paard in Oostduinkerke
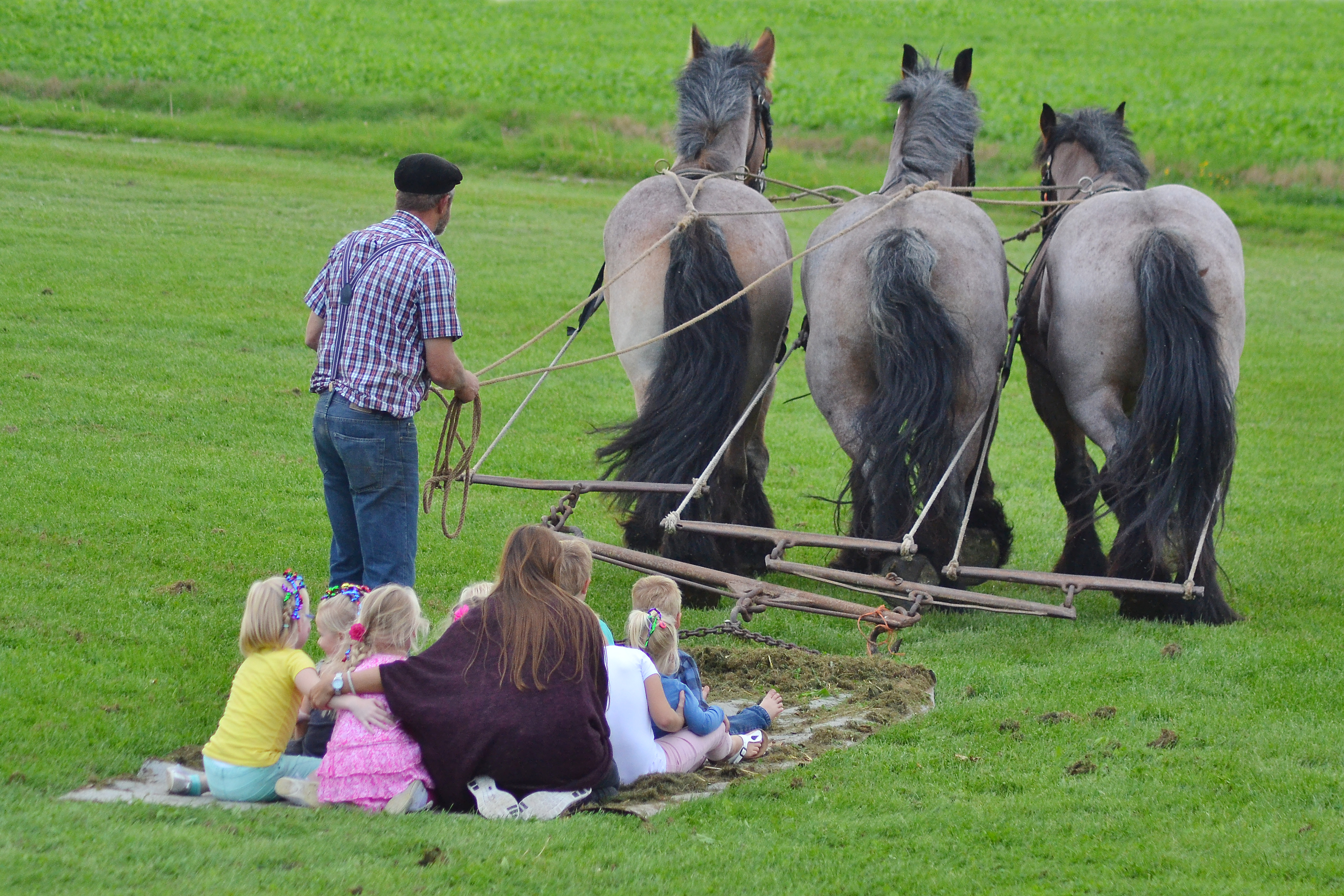
Achteraanzicht driespan op een weilandsurf-evenement
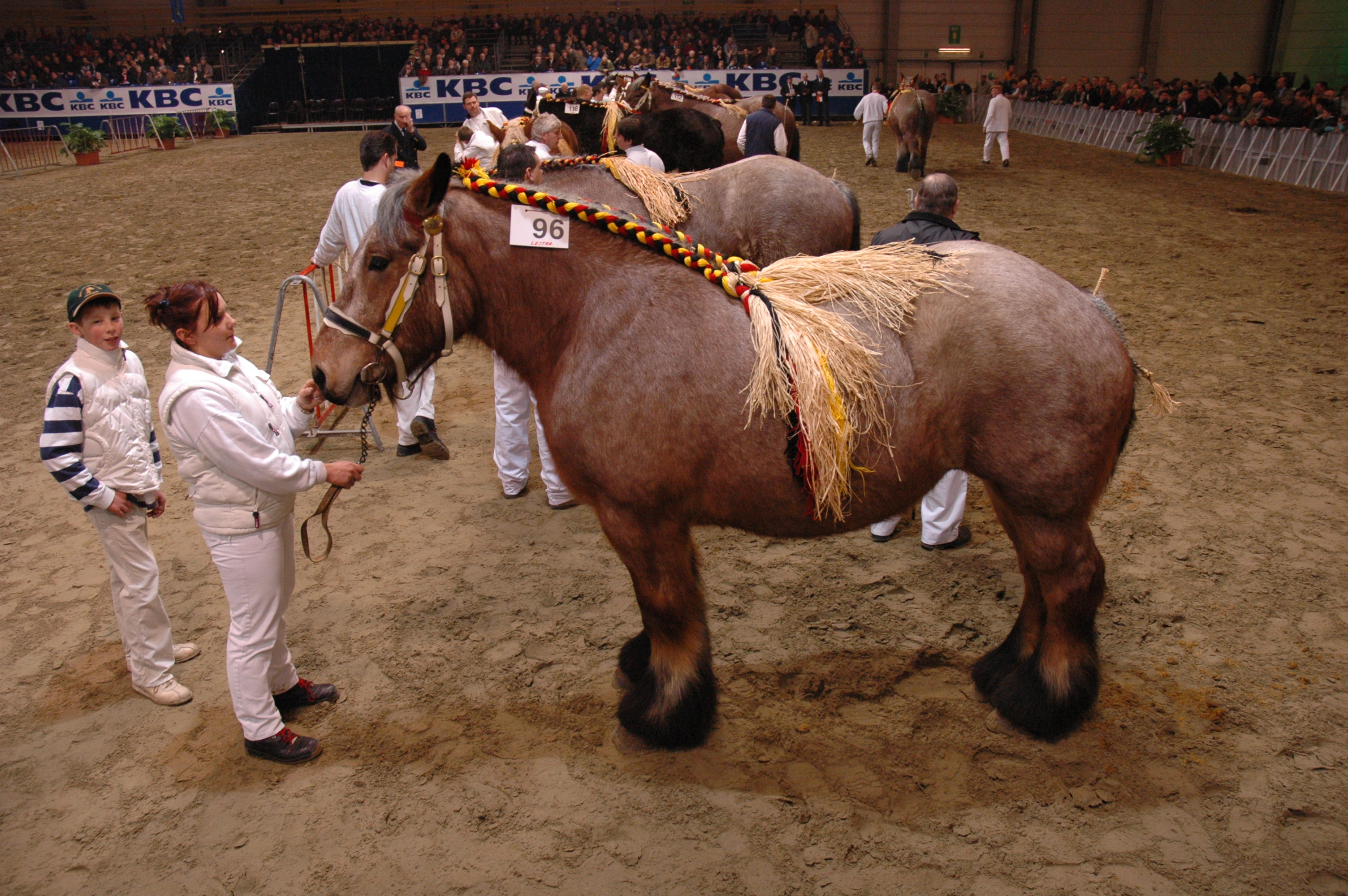
Paardenshow
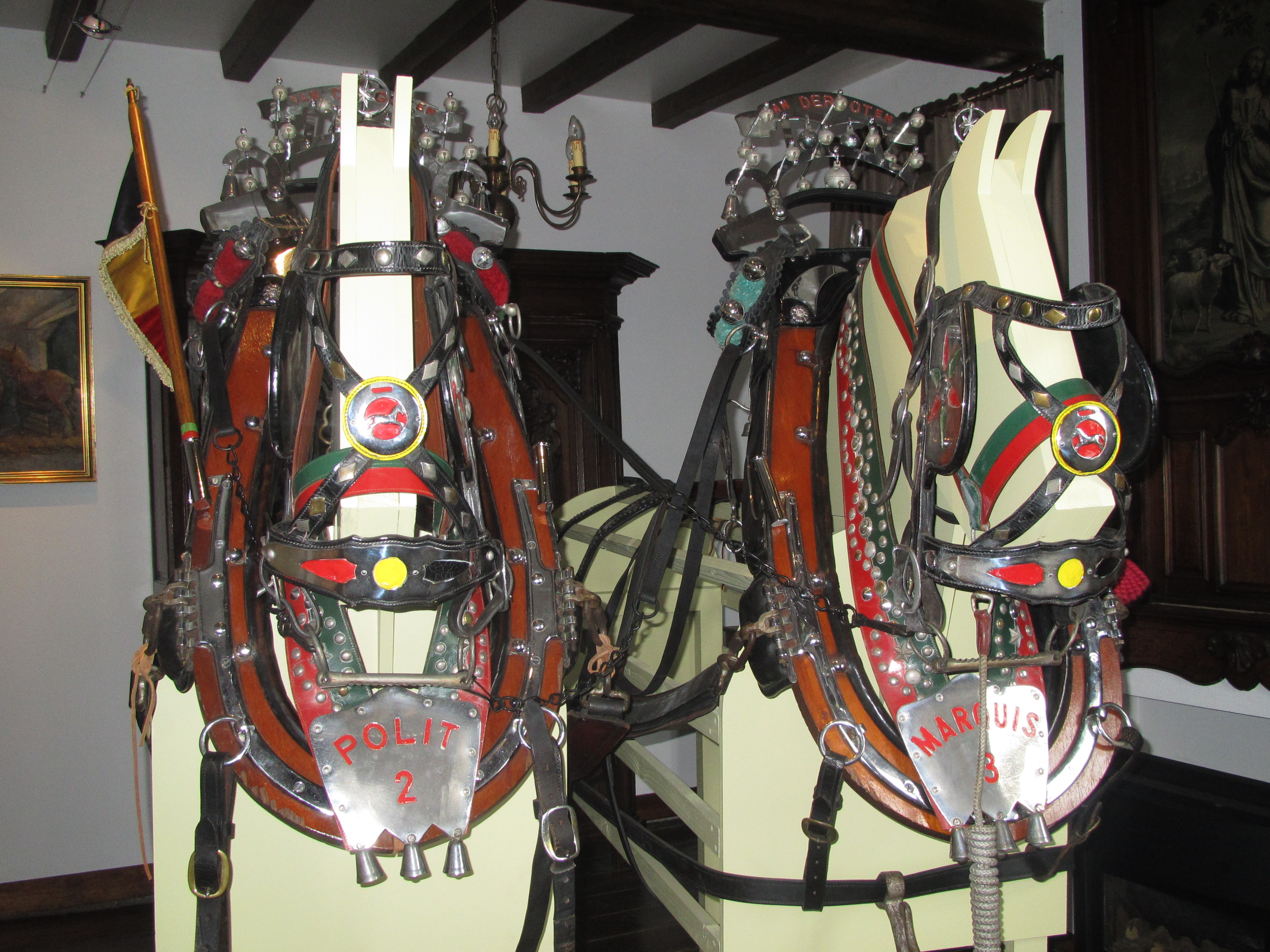
Tuigage in het Museum van het Belgisch Trekpaard
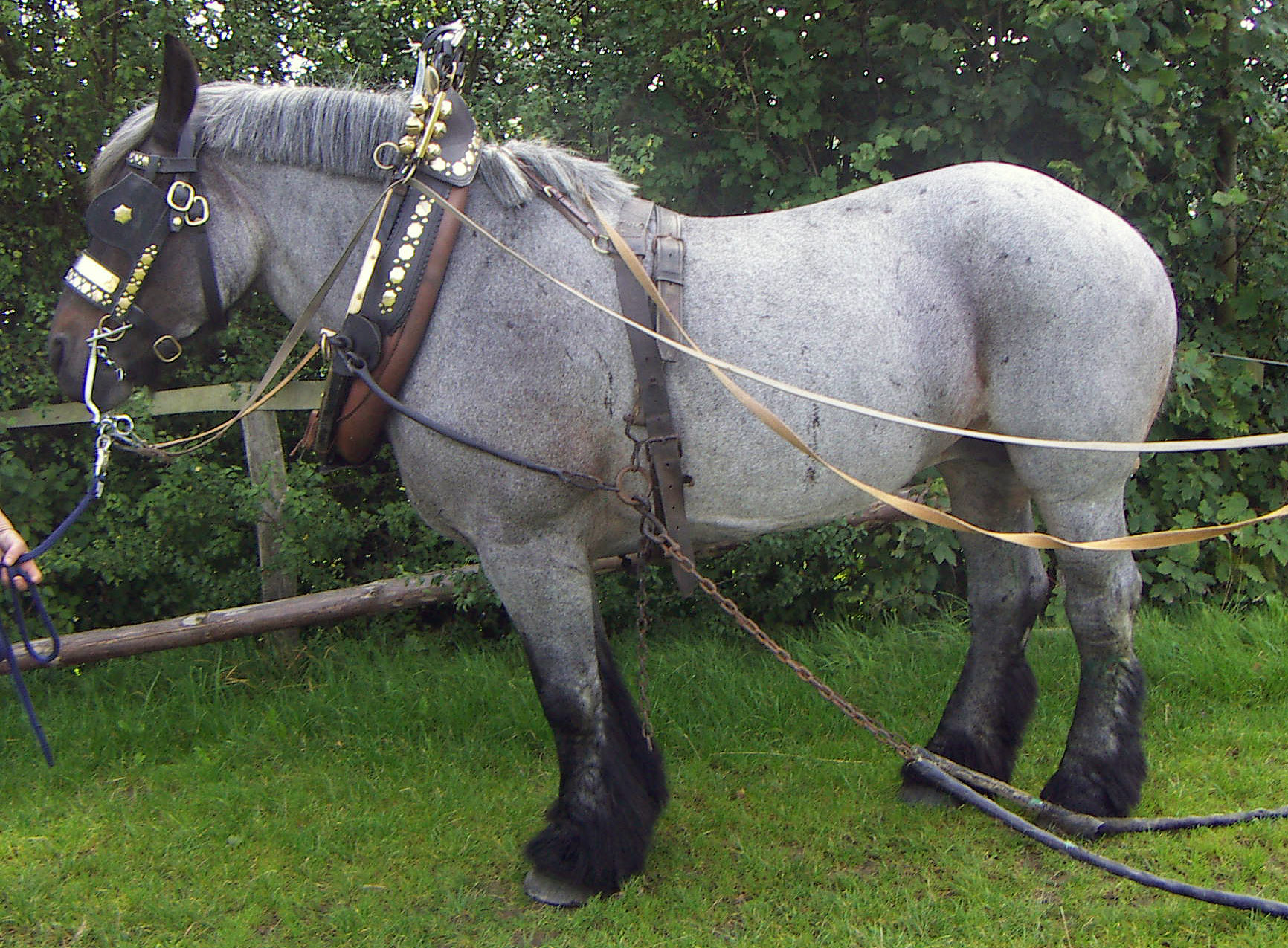
Met tuig
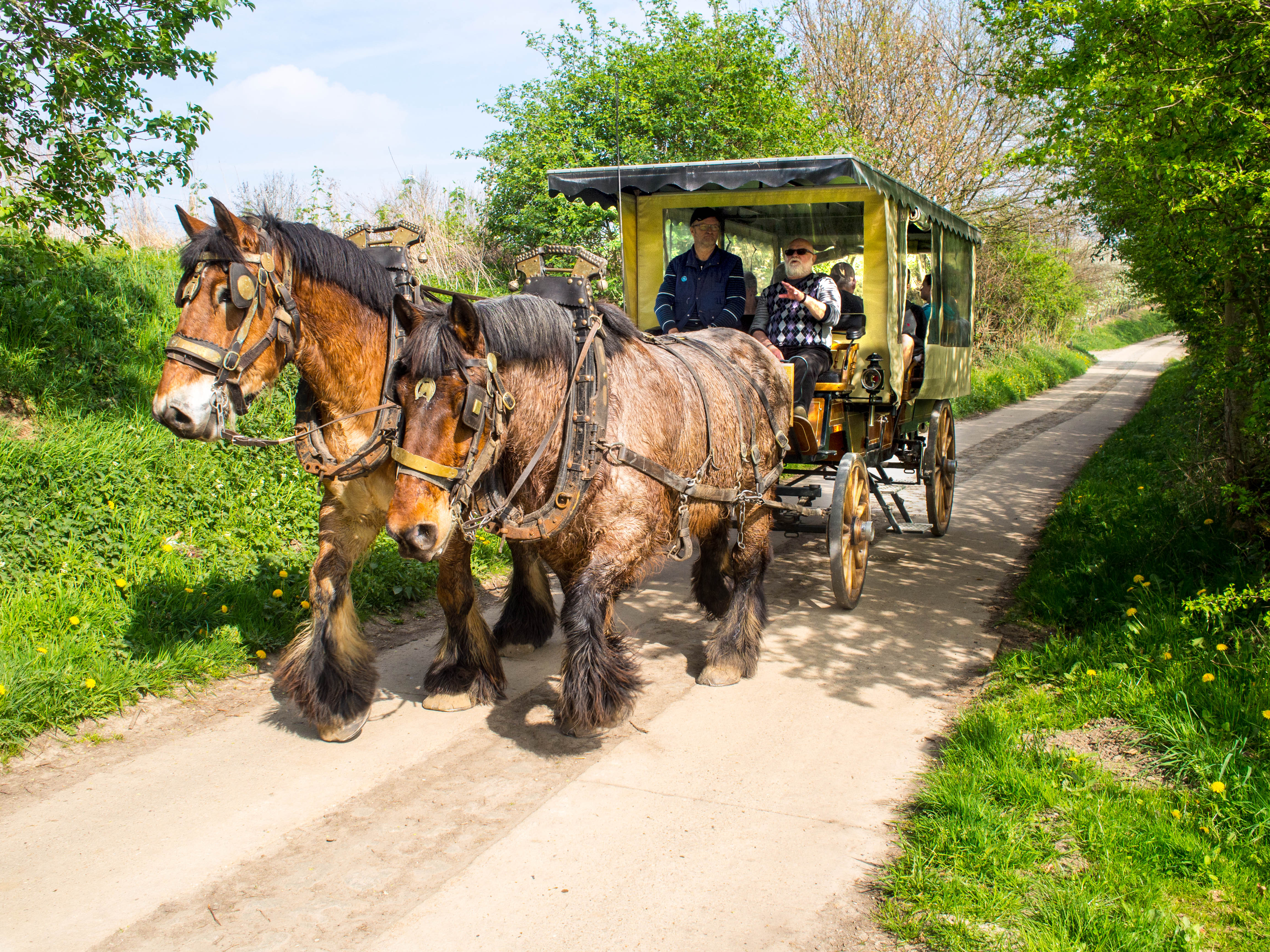
Paardentram
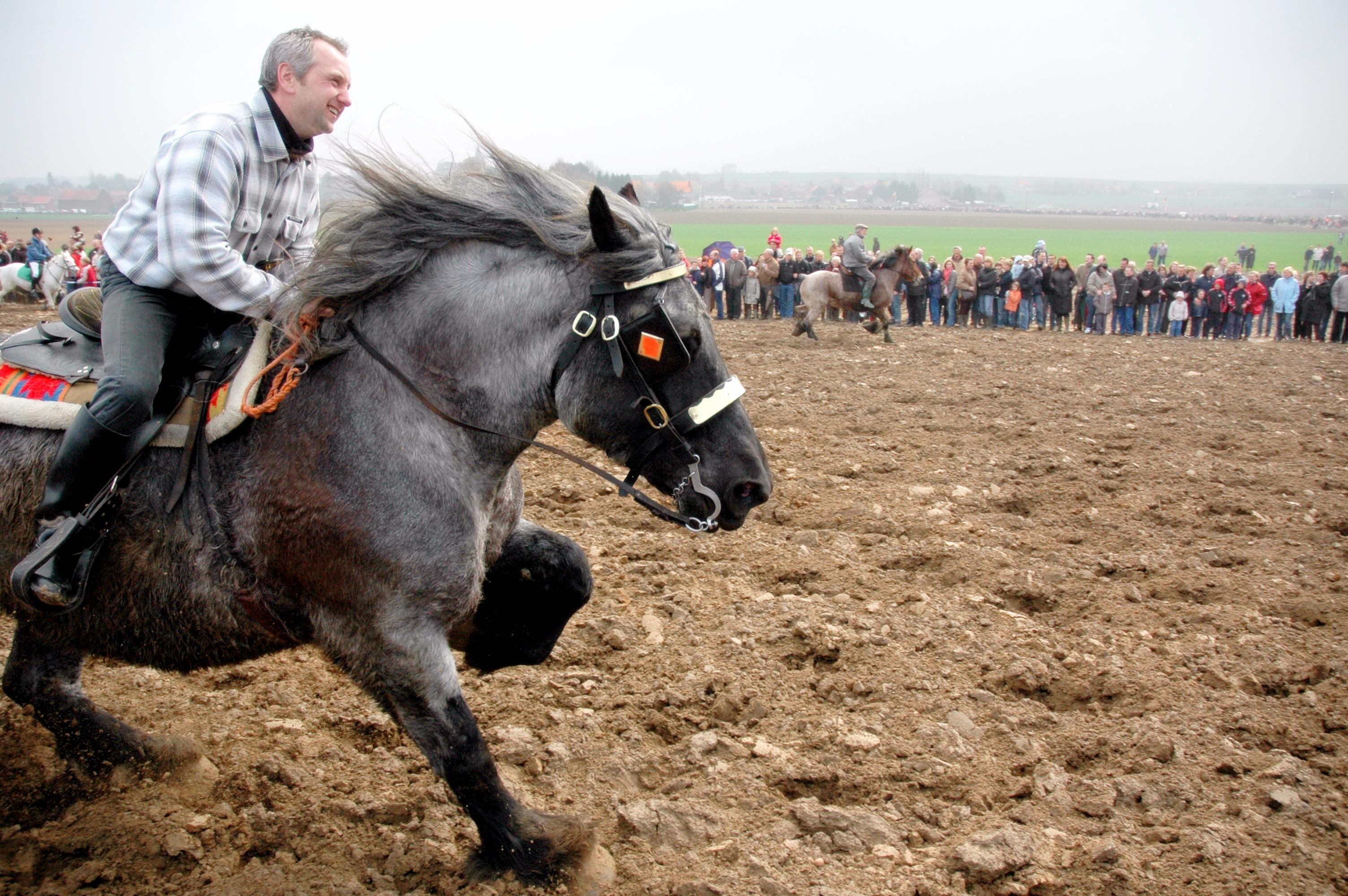
Galopperend in de paardenprocessie in Hakendover
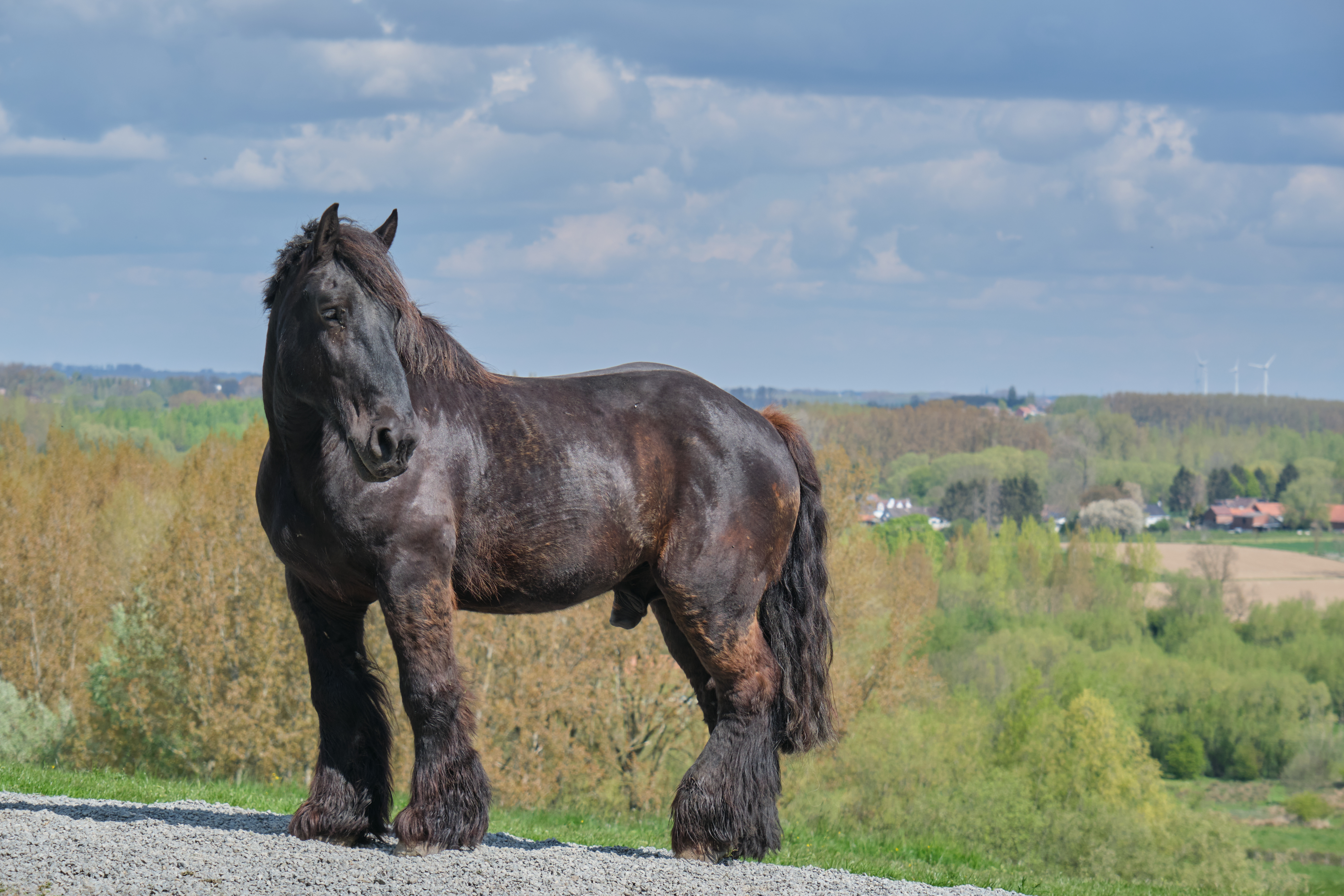
Zwart Belgisch Trekpaard
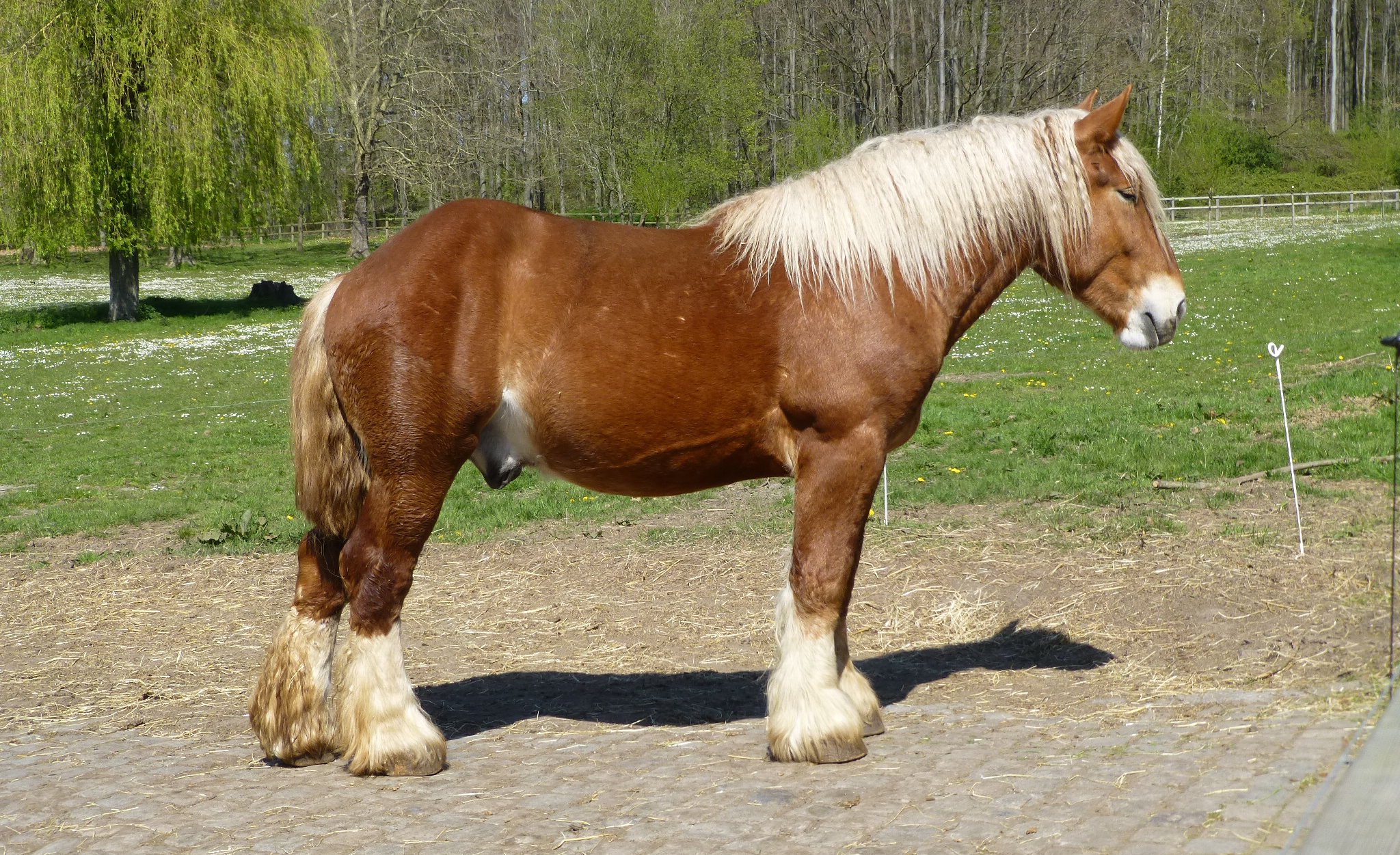
Voskleur Belgisch Trekpaard
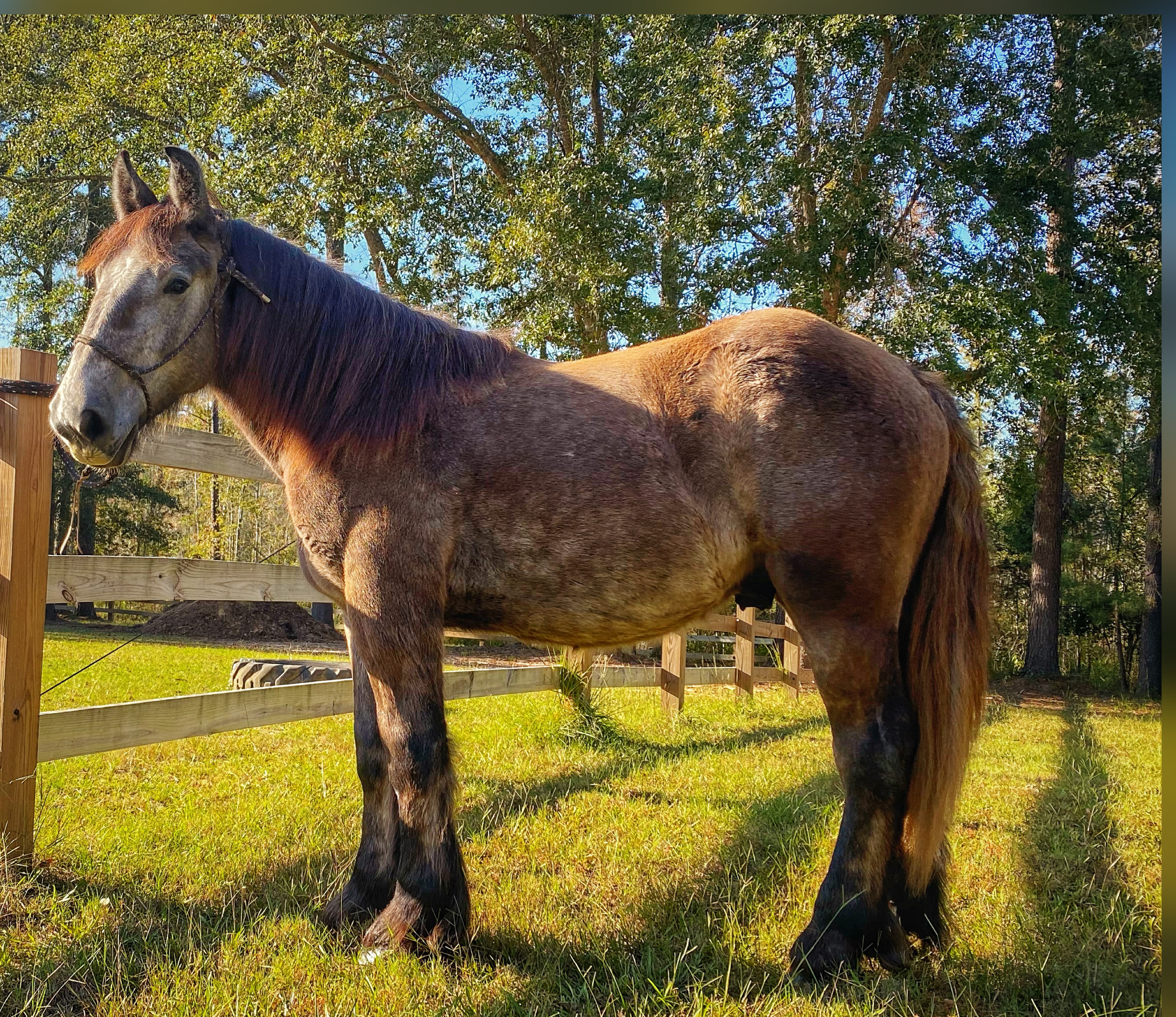
Veulen
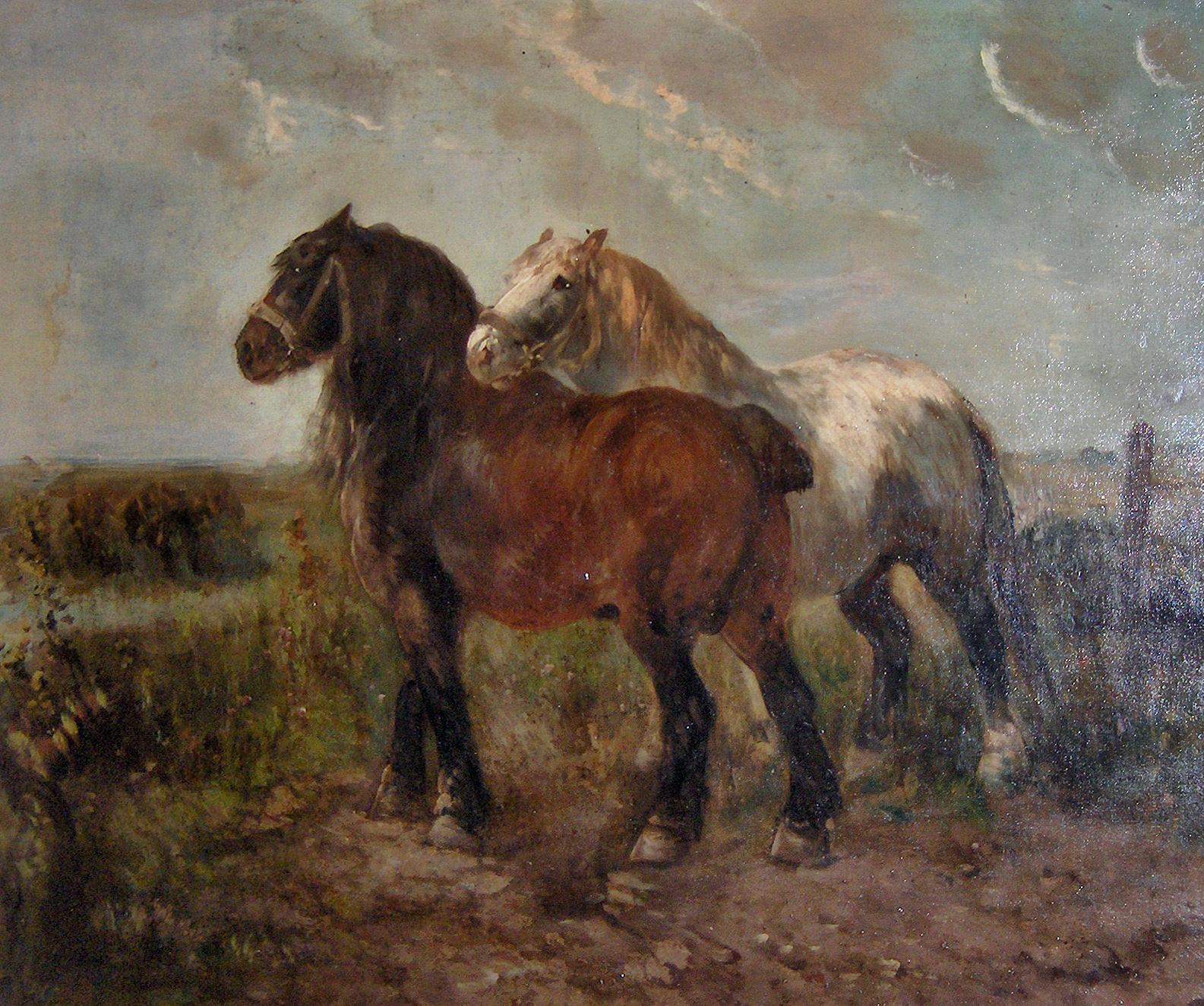
Henry Schouten: Brabantse trekpaarden
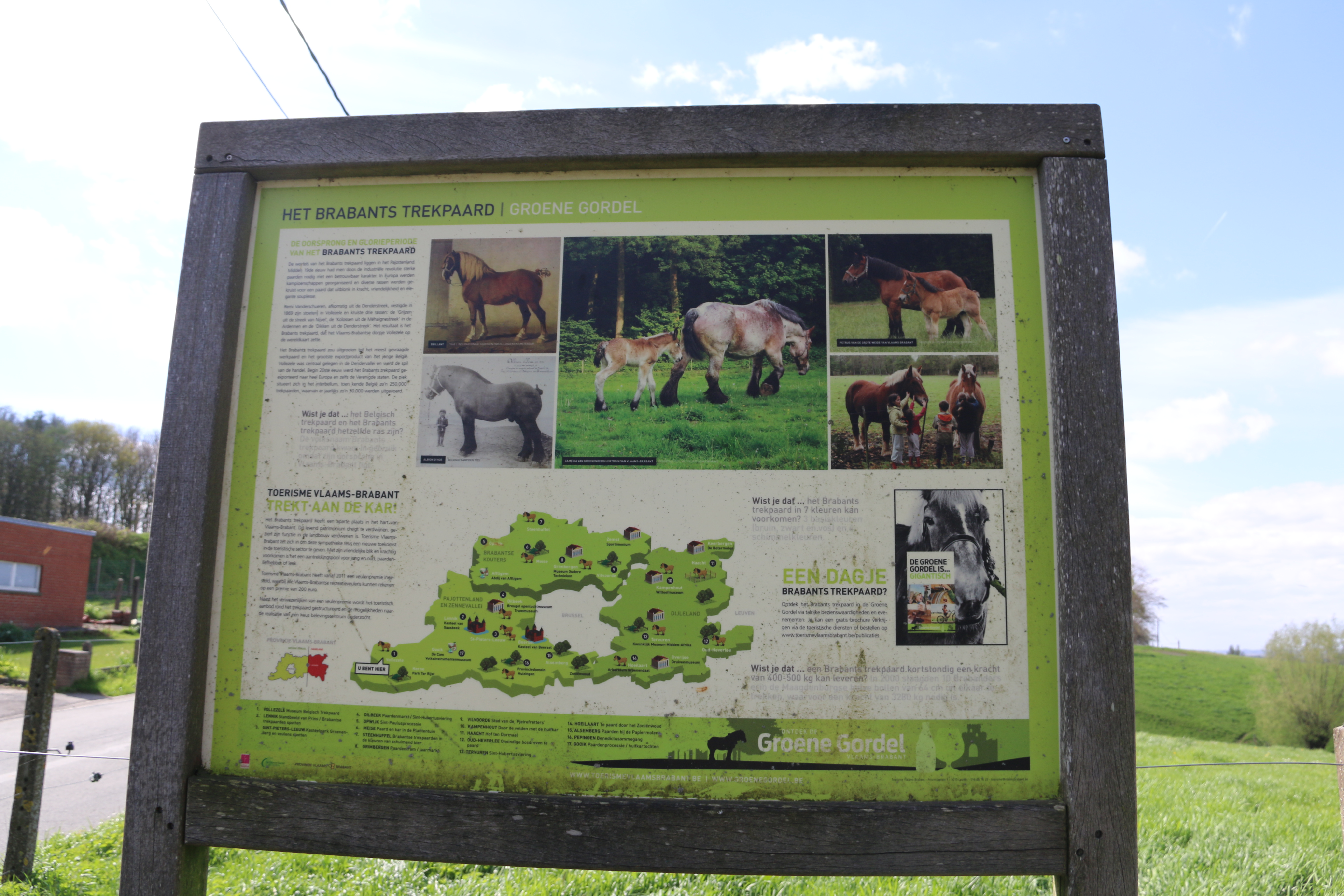
Infobord over het Belgisch trekpaard aan de Congoberg